# Miquel Scot
  Miquel Scot  (anglès: Michael Scot)  (Escòcia, c. 1175 - c. 1235) fou un matemàtic, astrònom i alquimista escocès de l'edat mitjana que assolí gran èxit a causa de les seves obres ocultistes.

## Vida i obra
Molt poca cosa es coneix amb certesa de la seva vida, la popularitat de les seves obres astrològiques, màgiques i nigromàntiques va encetar al llarg dels anys moltes llegendes que han acabat essent indestriables de la realitat.
Malgrat el seu cognom, Scot (escocès), alguns estudiosos pensen que en realitat era irlandès. Va ser ordenat sacerdot i va estudiar a diferents llocs per formar-se en filosofia, entre ells es citen Durham, Oxford i París. Des d'abans de 1217 estava a Toledo on va aprendre àrab per poder traduir les obres d'Avicenna, Averrois i els seus comentaris a Aristòtil. La seva primera traducció va ser el tractat astronòmic d'al-Bitrují que va titular De motibus celorum circularibus. També va traduir el De animalibus d'Avicenna i el grans comentaris d'Averrois al De Caelo i al De Anima d'Aristòtil; també podria haver traduït els comentaris a la Física i a la Metafísica, però aquestes atribucions no son tan segures. Probablement va abandonar Toledo per anar a Itàlia entorn del 1220.

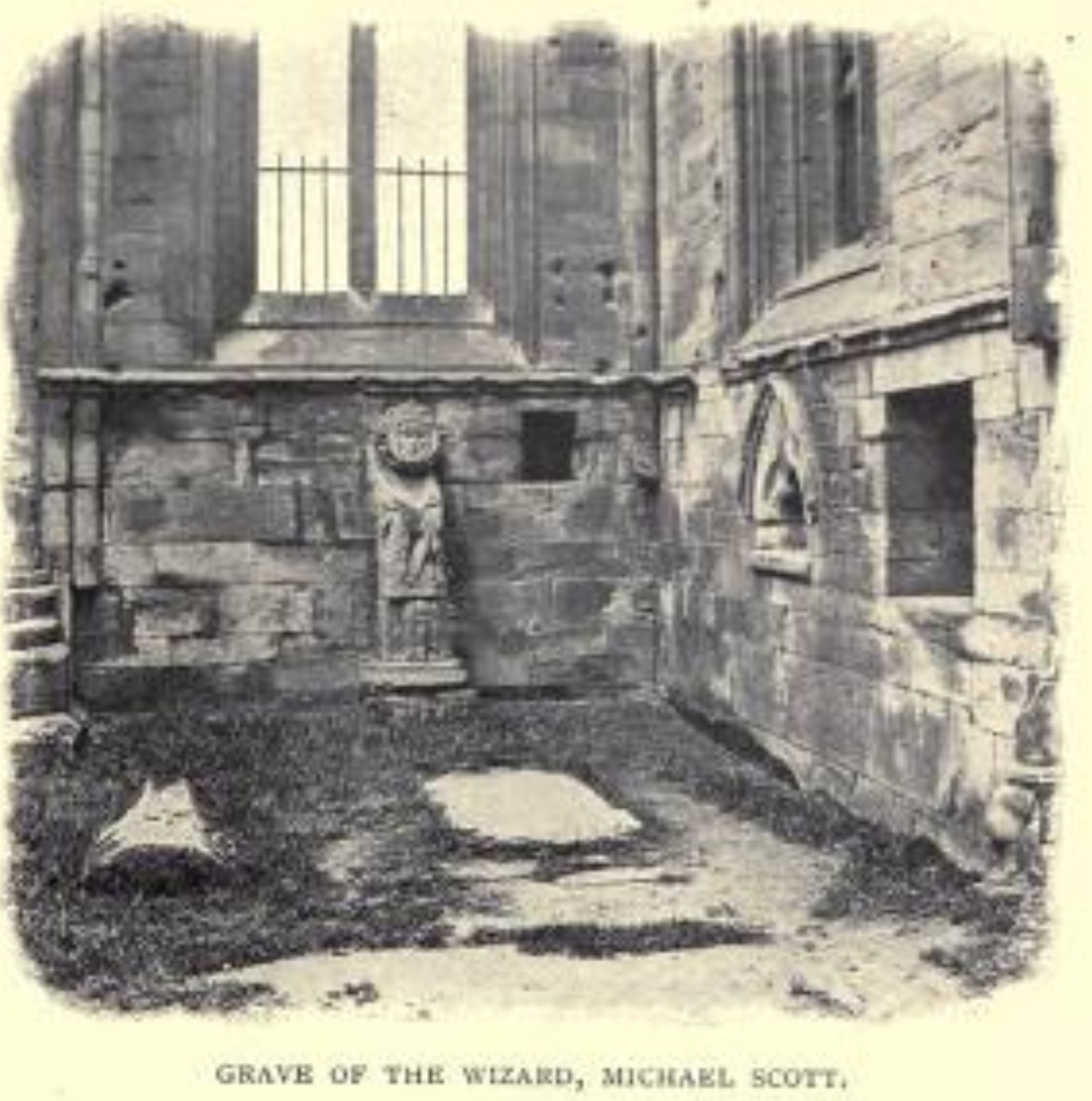
Dibuix de la suposada tomba de Miquel Scot a l'Abadia de Melrose (1906).

Durant uns anys de la década de 1220, va gaudir del patronatge dels papes Honori III i Gregori IX. I, a partir de 1228, aproximadament, es va estar a la cort de l'emperador Frederic II a Sicília, on va escriure les seves obres originals: una trilogia composta per Liber introductorius (un tractat d'astrologia dirigit a principiants i escrit en llenguatge planer), Liber particularis (una ampliació de l'anterior) i Physionomia (vers 1230, un catàleg de trets facials i del seu significat). Aquests llibres van fer que els seus contemporanis el consideressin un mag poderós, capaç de convocar esperits i lluitar contra les bruixes. Com a tal apareix a la “Divina Comèdia” de Dante (vuitè cercle de l'infern) o als contes de Giovanni Boccaccio. La seva imatge ha estat usada com a sinònim de l'art oculta en novel·les modernes, sovint amb intenció paròdica.
Suposadament va ser enterrat a l'Abadia de Melrose, però tampoc hi ha cap certesa d'això.